# Daniel Steibelt
Daniel Steibelt, född 22 oktober 1765 i Berlin, död 2 oktober 1823 i Sankt Petersburg, var en tysk pianist och tonsättare. Han skrev åtta pianokonserter. Den tredje av dessa heter L’orage (”Stormen”).